# ミッチ・ケイパー
ミッチェル・デイビッド・ケイパー（Mitchell David Kapor、1950年11月1日 - ）は、ロータスデベロップメントの創業者にしてLotus 1-2-3の開発者。電子フロンティア財団の共同設立者でもあり、Mozilla Foundationの初代理事長でもある。ほかにも多数のインターネット関連団体に参加している。サンフランシスコ在住。

## 経歴
アメリカ合衆国・ニューヨーク州ブルックリンに生まれる。イェール大学で心理学、言語学、計算機科学、特にサイバネティックスを専攻し、1971年に学士号を取得。在学時にはイェール大学内のラジオ局WYBC-FMの音楽ディレクターとプログラムディレクターを担当した。卒業後はラジオ局のディスクジョッキーやトランセンデンタル・メディテーション技術の先生、精神衛生カウンセラーなど職を転々とした。
1978年にApple IIを購入し個人でコンピュータのコンサルタントを営み、1時間5ドルでコンピュータの個人指導をしたり、マサチューセッツ工科大学の院生からの依頼で線グラフや統計関数の機能を持つプログラムTiny Trollを開発したりした。数か月後、シリコンバレーで世界初のパーソナルコンピュータ向け表計算ソフトVisiCalcの作者ボブ・フランクストンに出会い、それがきっかけでVisiPlotとVisiTrendを開発することになった。それらは1981年にソフトウェア会社VisiCorpから発売され、ケイパーに多額の著作権料をもたらした。
この成功を機に、1982年にロータスデベロップメントを設立。ジョナサン・ザックスと組んで表計算ソフトの開発に取り組み、完成したLotus 1-2-3は同年秋のCOMDEXで発表された。画面上で見られるオンラインヘルプ機能やチュートリアル用のディスクが初めて提供され、また顧客サポートのための専門部門も初めて設置されたことでユーザーから圧倒的な支持を得て、瞬く間に表計算ソフトのトップシェアを獲得した。ケイパーは1982年から1986年まで同社の社長（後に会長）兼最高経営責任者を、1987年まで取締役を務めた。1983年に同社は5300万ドルの収益を上げ、翌1984年には1億5600万ドルにまで倍増した。従業員数は1985年までに1000人以上に達した。
1986年に退社後、マサチューセッツ工科大学の客員教授を務めた後、ネットワーク関連のソフトウェアを取り扱うON Technologyを設立。ケイパーは1987年から1990年まで会長兼最高経営責任者を務めた。1990年にはジョン・ペリー・バーロウ、ジョン・ギルモアらとともに電子フロンティア財団を共同設立。ケイパーは1994年まで議長を務めた。2001年には私財を投じてOpen Source Applications Foundationを設立し、オープンソースのPIMソフトウェアChandlerの開発に取り組んだが、2008年に身を退いた。2003年にはMozilla Foundationの理事長に選任された。2006年にはブックマークを同期するMozilla Firefox拡張機能を開発するFoxmarks（2009年3月Xmarksに改名）を設立した。
このほか、ベンチャーキャピタルのケイパー・エンタープライズ、環境衛生に対する慈善団体のミッチェル・ケイパー財団も運営している。妻Freada Kapor Kleinとともに、教育と職場に公正さを提供する民間非営利団体のLevel Playing Field Instituteも設立している。Linden Labの取締役、ウィキメディア財団の顧問委員も兼務している。